# アメリカ風中華料理
アメリカ風中華料理（アメリカふうちゅうかりょうり、英語: American Chinese cuisine）は、アメリカ合衆国で独自にアレンジされて食されている中華料理を指す。アメリカ風中華料理は中国本土の料理とは異なり、アメリカ人の舌にあうよう味付けや調理方法が変更されていることが最大の特徴。また中国本土には見られない独自の中華料理も発展している。アメリカ式中華料理とも表記される。

## 歴史
19世紀、サンフランシスコの中国人が、主に現地の中国人により支援されることで洗練された豪華な中国料理店の経営を開始した。一方、小規模都市のレストランはポークチョップサンドイッチやアップルパイから豆や卵まで、地元の客の需要に答えた料理を提供していた。これらの小規模レストランはよりアメリカ人の舌にあった料理へと変更を加えていくことによりアメリカ風中華料理を発展させていった。当初アメリカ風中華料理の購買層となったのは鉱山労働者や鉄道労働者であり、中国人移民は中華料理について全く知られていないような町で新たな小規模食堂を建設し、地域の食材を用いて料理を作り客の要求に応えていた。
次第に、チャプスイのような中国南部の料理が見られるようになり、中国本土では見られないようなスタイルの中華料理が生み出されるようになった。人種差別や、英語の流暢さに劣る点から中国人移民が賃金労働の機会を得ることができなかった時代、中華料理店は（洗濯屋とともに）彼らのような層が小規模な商売を営む余地を提供していた。
2011年、国立アメリカ歴史博物館は「Sweet & Sour: A Look at the History of Chinese Food in the United States」の中で、アメリカ風中華料理に関するいくつかの歴史的背景や文化芸術面を明らかにした。

## 中国本土の料理との違い

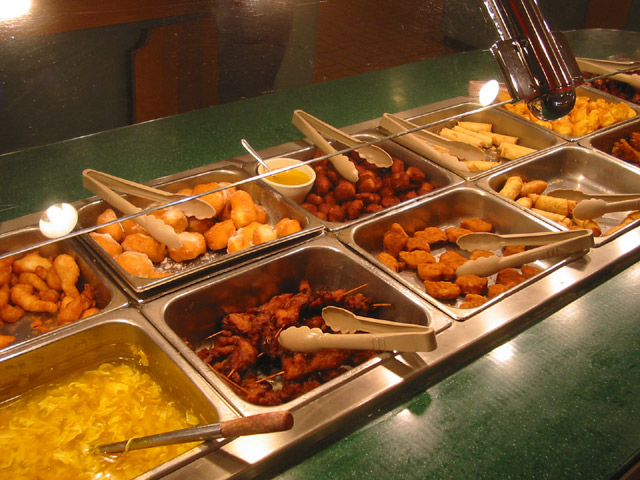
アメリカ合衆国にあるビュッフェスタイルの中華料理店

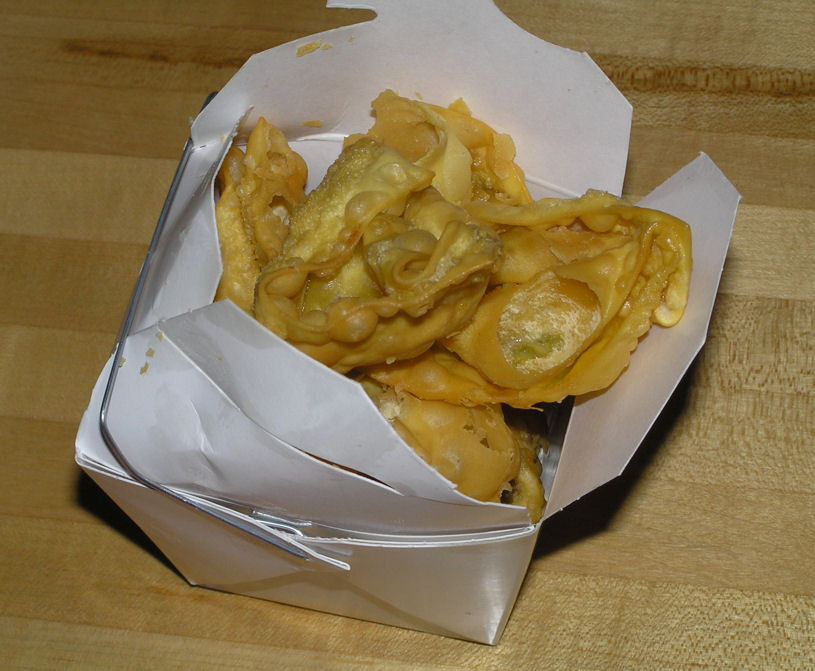
持ち帰り用やデリバリーの中華料理は通常、オイスターペイルという紙の箱に入れられている。

アメリカ風中華料理では通常野菜を副菜もしくは付け合わせとして用いるが、伝統的な中国料理では野菜が主役となることも多い。
炒める、揚げるはアメリカ風中華料理においては非常に多く用いられる料理技法であり、中華鍋（鑊、wok）を用いて行われる。
アメリカ風中華料理には風味を増すために大量にグルタミン酸ナトリウム（MSG）が使用されているという噂がある。中華料理店症候群もしくは「グルタミン酸ナトリウム症候群」とはMSGに過敏に反応する症状を指すが、MSGとこの症状の関連を否定する研究結果もある。しかし、市場や消費者は多くのレストランに MSGを使用しないよう求めている。
アメリカ風中華料理は中国本土にはない食材や、中国本土ではほとんど使用することのない食材を頻繁に用いる。例として、アメリカ風中華料理では中国ブロッコリー（カイラン、芥蘭 - jièlán）の代わりに西洋ブロッコリー（xīlán、西蘭）が用いられる。
トマトは新大陸の植物であったため、トマトが中国料理に取り入れられたのは比較的最近である。トマトをベースにしたソースは「beef and tomato」のようなアメリカ風中華料理に見ることができる。アメリカ風中華料理における炒飯もまた作り方が異なり、香りづけのため中国本土の炒飯ではあまり使用しない醤油を多く加えている。点心（Dim sum）のような食事スタイルもまたアメリカ人の好みに合うよう導入されたものである。
アメリカ人の味覚に合わせた料理法のアレンジとしては、炒めものに衣をつける、醤油を多く使用するなどがある。炒めものでは白米の代わりに玄米を使用する。また、乳製品はほぼ必ず伝統的な中国料理では排除されているにもかかわらず、粉チーズを混ぜた米を使用することもある。
寿司や刺し身を含む日本料理とは対照的に、生もしくは調理していない材料を用いたサラダは伝統的な中国料理ではまれであった。しかし、アメリカ風中華料理店でも高級店を中心に客の要望に応えてこれらの食材を用いた料理を提供するようになっている。
マサチューセッツ州のウェルズリーで中華料理店を経営するミン・ツァイは、「アメリカ風中華料理は中国料理を単純化したものであり、アメリカ人に合うよう口当たりがよく、甘く、濃厚な味付けにしてきた」と語る。
ほとんどのアメリカ風中華料理店では非中国人利用者に向けて英語で書かれたメニューもしくは写真をつけたメニューを提供している。中国語メニューには、通常アメリカ人が敬遠するような臓物や鶏爪のような珍味、もしくはその他の肉料理も載せている事が多い。

## 料理

### アメリカ風中華料理レストランのメニュー
アメリカ風中華料理店でよく見られる料理には以下の様なものがある。
- アーモンドチキン（Almond chicken） - 鶏肉にアーモンドを混ぜた衣をつけて揚げたもの。アーモンドや玉ねぎとともに供される。
- 左宗棠鶏（General Tso's chicken） – 鶏肉に衣をつけて揚げ、ショウガ、ニンニク、ごま油、ワケギ、トウガラシなどで作ったソースを掛けた料理。
- セサミチキン – 骨付き鶏肉に衣をつけて揚げた後、醤油、コーンスターチ、ビネガー、鶏がらスープ、砂糖から作る、赤もしくはオレンジ色の甘くほんのりスパイシーなソースを掛けた料理。
- チャイニーズ・チキンサラダ（英語版）（Chinese chicken salad） – 通常、薄切りもしくは細かく刻んだ鶏肉、生の葉野菜、パリパリした麺（もしくは揚げたワンタンの皮）から作るサラダで、ごまを周りにまぶす。マンダリンオレンジを添えて提供するレストランもある。
- チャプスイ（Chop suey） – 中国語で「ごった煮」を意味する料理。豚肉などの肉と玉ねぎ、もやし、シイタケなどを炒めた後に茶色もしくは白いソースで煮込んだ料理。
- クラブ・ラングーン（Crab rangoon） – 蟹肉のすり身とクリームチーズをワンタンの皮に詰めて揚げた料理。
- フォーチュン・クッキー（Fortune Cookie） – 日本の辻占煎餅を西洋化した料理としてカリフォルニアで開発された[7]。フォーチュン・クッキーは甘い味付けがされており、多くのアメリカ風中華料理店で食後の口直しとして無料で提供される。
- ロイヤルビーフ（Royal beef） – 牛肉の薄切りを揚げた後ワインソースをかけた料理。ゆでたブロッコリーとともに供される事が多い。
- 青椒肉絲（Pepper steak） – 肉の薄切り、ピーマン、トマト、玉ねぎもしくは青ネギから作られ、炒めた後に塩、砂糖、醤油で味付けをして供される。モヤシを用いることはあまりない。
- モンゴリアンビーフ（Mongolian beef） - 下味を付けて揚げた牛肉を、海鮮醤を用いたとろみのあるソースで青ネギと共に炒めたもの。
- 揚げワンタン（Fried wontons） – クラブ・ラングーンに似た料理で、具材（豚肉を使うことがほとんど）をワンタンの皮に包み揚げた料理[8][9][10][11][12][13]

#### 地方のアメリカ風中華料理
- チャーメン・サンドイッチ（Chow mein sandwich） – 炒麺にグレービーソースをかけたものをサンドウィッチにした料理（ロードアイランド州、マサチューセッツ南東部）
- チキンフィンガー（英語版）（Chicken fingers） – 骨なしの鶏肉に卵を使用した衣をつけて揚げた料理。前菜として出され、糖酢醤（英語版）（Sweet and Sour）のソースがかけて出されるもの、ソースは添えて各自でかける形式（ニューイングランド）などがある[14]。
- チャプスイ・サンドイッチ（Chop suey sandwich） – 鶏肉を使用したチャプスイをハンバーガーのバンズに挟んだサンドウィッチ。マサチューセッツ州北部にあるセイラムのGenghis SalemとSalem Loweが扱っており、リビアのRevere BeachにあるChina Romaでも扱うようになっている。
- セントポール・サンドイッチ（St. Paul sandwich） – 白いサンドウィッチのパンに芙蓉蛋を挟んだ料理 (ミズーリ州セントルイス)。
- スプリングフィールド・スタイル・カシューチキン（Springfield-style cashew chicken） – パン粉を付けて揚げた鶏肉にカシューナッツとオイスターソースを合わせたカシューチキンの派生料理。 ミズーリ州のスプリングフィールドで見られるためこの名前が付いている。
- ヤカメン（英語版）（Yaka mein） - ニューオーリンズで見られる中華料理とクレオール料理が融合した料理。牛肉麺の派生料理。
- プープー・プラッター（英語版）（Pu pu platter、宝宝盤） - はじめはニューイングランドで販売されていた。プープー・プラッターは中華料理店で販売されていた大皿料理の前菜である。大皿には通常蓮粉をつけて揚げた鶏肉の指、エビ、クラブ・ラングーン、豚肉の細切りもしくはポークリブにバーベキューソースをかけたもの、牛肉の照り焼き、 揚げた鶏手羽などが盛られる。しかし、大皿に盛られる料理の内容はレストランや地域によって大きな違いがある。

アメリカ合衆国南部は中国系アメリカ人の人口が多いため、南部料理と中華料理が融合した料理が年月を経て形成されてきた。バーボン・チキンなどの料理がこれに該当する。

### 中国の料理をもとに発展してできた北米風中華料理

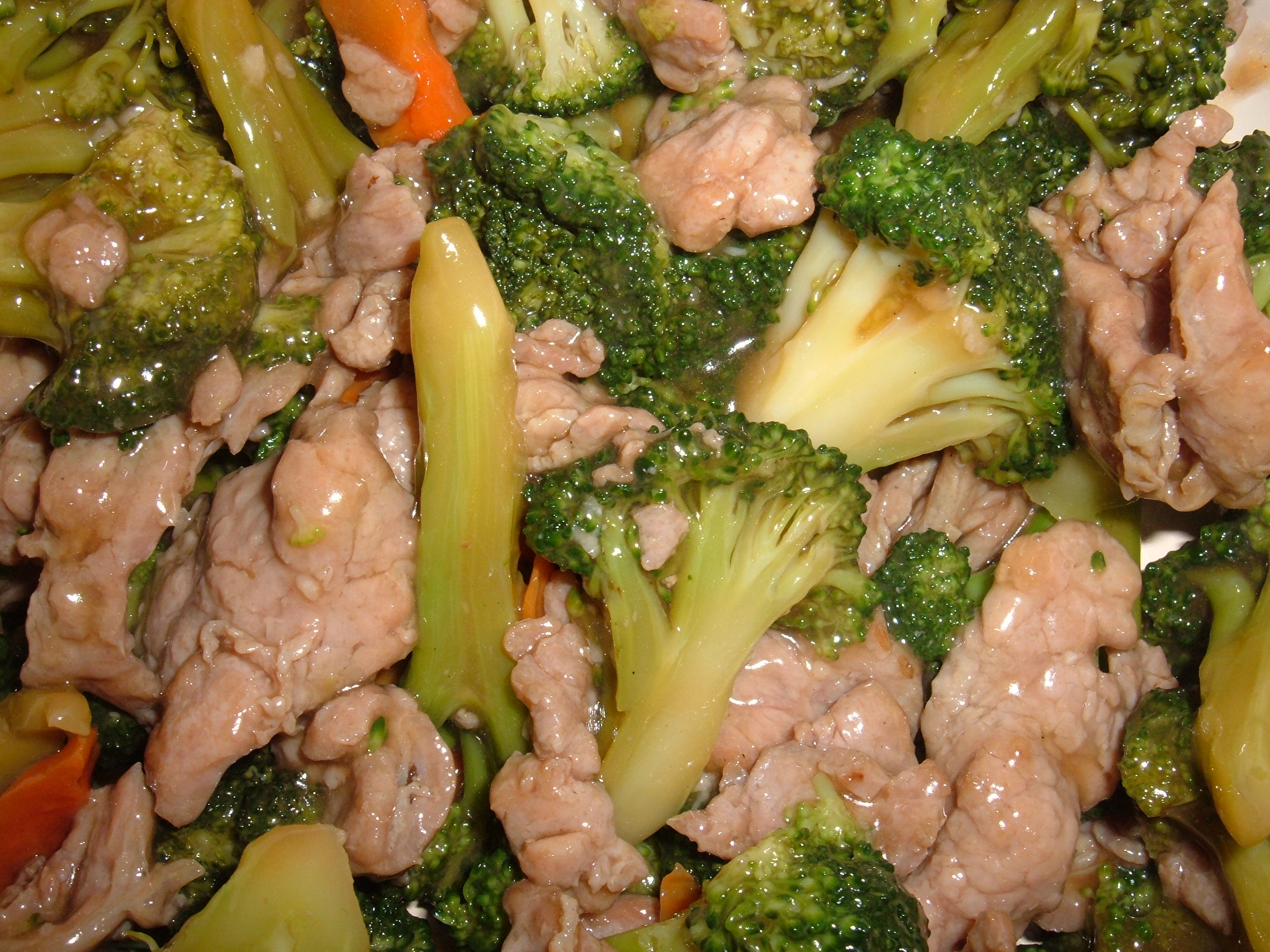
ビーフ・アンド・ブロッコリー

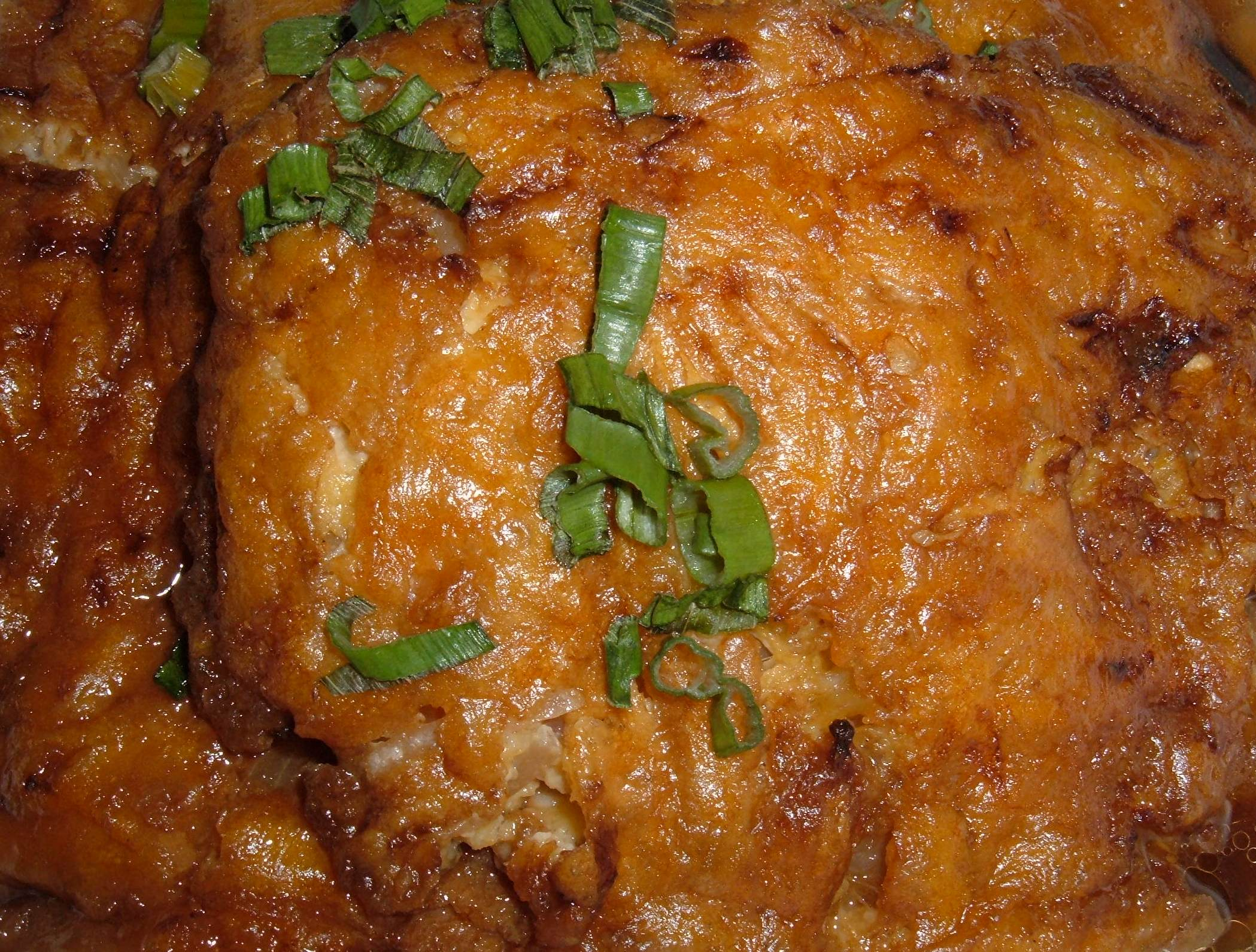
芙蓉蛋

- ビーフ・アンド・ブロッコリー（Beef & Broccoli） - 牛肉を細かく刻んでブロッコリーとともに炒め、醤油とオイスターソース、コーンスターチから作るソースをからめた料理[15][16][17]。ブロッコリーをピーマンに置き換えれば「ビーフ・アンド・ペッパー（Beef & Pepper）」となる。
- 炒麺（Chow mein） – 炒めた麺を意味する料理。フライパンで焼き目をつけた茹で麺、あるいはパリパリに揚げた麺に肉と野菜から作る餡をかけて出される。餡には鶏肉、豚肉、エビ、牛肉などを使うことが多い。
- 芙蓉蛋（Egg foo young） – 野菜と肉を使用した中国風オムレツ。蟹を用いれば芙蓉蟹（かに玉）となる。通常は茶色の餡をかけて供される。オムレツは一般に中華鍋で作られるが、北米のレストランでは油で揚げて作ることもある。
- エッグロール（Egg roll） – シイタケ、タケノコ、その他の野菜を皮につめて揚げた春巻に対し、ニューヨークスタイルのエッグロールはアメリカ北東部で見られる（ただし、その他の地域では一般的ではない）料理であり、厚く弾力のある皮にキャベツや肉、エビなどの魚介類（卵は使用しない）を詰めて揚げた料理である。
- 姜牛肉（英語版）（Ginger beef、生薑牛肉 - shēngjiāng niúròu、生姜牛肉） - 肉をショウガ、野菜とともに炒めた料理。
- ジンジャー・フライド・ビーフ（Ginger fried beef、乾炒牛肉絲 gānchǎo niúròu-sī） -  牛肉を細切りにして衣をつけて揚げた後、中国北部料理で一般的な甘いソースとともに中華鍋で炒めた料理。
- 胡辣湯（Hulatang） – 香辛料を使用した中国の伝統的なスープで、英語のメニューには「spicy soup」と書かれている事が多い。
- 宮保鶏丁（Kung Pao chicken） – 四川料理では麻辣味の辛い料理として有名だが、北米で供されているこの料理はこの傾向は薄く、花椒は通常使用されない。加えて、オリジナルの料理では骨を含む鶏のあらゆる部位の肉を使用するが、北米では胸肉のみ用いる。
- 拌麺（Lo mein） - 太めの中華麺を野菜（主にチンゲンサイやハクサイなどの中国野菜）及び肉とともに炒めた料理。上海炒麺や日本のソース焼きそばに類似し、この料理が炒麺として提供されることもある。
- メイフン（Mei Fun） - ビーフンを使用した料理。
- 木須肉（Moo shu pork） – オリジナルの料理ではキクラゲや金針菜（ワスレグサの蕾）などを含む中国独自の食材を用い、薄焼きの春餅を使用するが、アメリカ風中華料理ではアメリカ人に馴染みのある野菜を使用しており、焼餅も厚いものが使用される。アメリカ合衆国の中華料理店では非常に一般的な料理であるが、中国本土ではそれほど一般的ではない。
- オレンジチキン – ぶつ切りにして衣をつけて揚げた鶏肉に甘いオレンジ風味のソースをかけた料理。伝統的な調理法では炒めた鶏肉に乾燥させたオレンジピールを使用したソースをかける。同種の料理にレモンチキンやオレンジビーフがある。
- ワンタンスープ（Wonton soup） – アメリカ風中華料理店ではスープにワンタンのみ浮かべた料理として提供されるところがほとんどだが、中国の広東省ではワンタンと共に麺を入れて供されることもある（ワンタン麺）。ワンタンスープはそれ自体が立派な一品料理であり、卵麺や数種類の豚肉、ワンタンといった材料を豚肉もしくは鶏肉からとったスープで調理する。テイクアウトのレストランでは、特にワンタンは厚めの皮で作られることが多い。
- カシューチキン（Cashew chicken） – 鶏肉をカシューナッツとともに炒めた料理。
- 北京ビーフ（Beijing beef） – 牛肉とブロッコリーを使った料理。中国ではブロッコリーではなくカイランを使うことが多い。

## 地域によるアメリカ風中華料理の特色

### サンフランシスコ
1990年代前半以降、カリフォルニア料理の影響を受けて多くのアメリカ風中華料理店がサンフランシスコやベイエリアに店を構えた。アメリカ風中華料理の代表的な料理はメニューにあるが、この他に新鮮な野菜に重点を置いた料理があり、ベジタリアンに優しい料理となっている。
この新しい料理はマンゴーや亜熱帯地方で栽培されるマッシュルームといった食材を使用するという特徴がある。また、白米の代わりに玄米もしばしば用いられる。木須肉に使う春餅を、小麦粉で作ったトルティーヤで代用するレストランもある。このような現象は一般の中華料理レストランでも起こっている。木須肉で使用するための薄いトルティーヤを販売するメキシコ風パン屋も存在している。木須肉本来の味を追求する人々からはこのような傾向は必ずしも快くは思われていない。
一方、サンフランシスコやベイエリアには中国人移民や中国系アメリカ人が多数居住しているため、中国本土の中国料理形式を貫くレストランも多く存在している。広東料理、四川料理、湖南料理、北京料理、上海料理、台湾料理、香港料理に特化したレストランがあるほか、魚介料理、 香港スタイルの食堂 （Cha chaan teng - 茶餐廳、拼音: chácāntīngとしても知られている）、飲茶店、火鍋レストランなどの専門中華料理店もある。チャイナタウンの多くの地区ではタピオカティー（boba milk tea）店、焼味、精進料理（vegetarian cuisine、素食）、中国菓子店などの中国食材店が軒を連ねる。チャプスイはサンフランシスコではさほど一般的な料理ではなく、サンフランシスコの炒麺はアメリカ中西部の炒麺とは違いがある。
中国語のメニュー名が記された本格的な中華料理店では、大量生産された典型的なアメリカの鶏肉ではなく、黄毛鶏 (Yellow-hair chicken、黃毛雞、イェール式: wòhng mouh gāai,拼音: huángmáo jī、地鶏のこと）が食材として使用される。黄毛鶏はその味わいに価値があるが、肉の脂肪分が少なく筋肉質であることから柔らかい触感を残すために適切に料理することが求められる。この料理は英語で書かれたメニューには通常は記載されていない。
豆苗（拼音: dòumiáo）は1990年代前半より人気が出た中国野菜で、現代では英語のメニューで「pea shoots」として表示されるだけでなく、非アジア系レストランでもよく使用されている食材となっている。元々は一年の内数ヶ月しか使用できない食材であったが、近年では一年中利用可能となっている。

### ハワイ
ハワイ風中華料理はアメリカ本土とは少し異なる形で発展している。ハワイの民族的な多様性や歴史的経緯により、ハワイの中華料理は異なる文化の伝統料理が融合して出来上がったハワイ料理の一部を形成している。中華料理はハワイのプレートランチの一部としてよく見られる料理である。叉焼包をピジン語で豚肉のケーキを意味するマナプア（Manapua）と呼ぶなど、料理名も本来の中国名とは異なっており、使用する食材にも独自性が見られる。

## ユダヤ人と中華料理
ユダヤ人と中華料理の関係が述べられる際、クリスマスに関連したステレオタイプのように捉えられている。その始まりは、19世紀終わりにユダヤ人と中国人移民が非常に近い区画で暮らしていたロウアー・イースト・サイドにまで遡る。1910年ごろ、ニューヨークに住む東ヨーロッパ系ユダヤ人は約100万人おり、当時ニューヨーク全人口の25%以上を占めていた。1880年代以降、中国人移民はカリフォルニアからロウアー・イースト・サイドへと移り住んできており、彼らの多くが飲食産業に従事していた。
中華料理を食べるユダヤ人に関する最初の記述は1899年のアメリカン・ヘブライ・ウィークリーの記事に見られる。記事では非カーシェール（Kosher）レストランで食事するユダヤ人を批判しており、特に中華料理を名指しで批判している。しかし、ユダヤ人はこれらの食事施設での食事を続けた。1936年、18の中華料理店がロウアー・イースト・サイドのユダヤ人居住地域に開店したことが報じられた。ユダヤ人はこれらのレストランでの食事を当時流行していたドイツ料理店やイタリア料理店で食事するよりも快適であると感じた。
中華料理店を快適だと感じる理由は大部分が中国人移民が先入観を持っていなかったことが大きい。中国人は「ユダヤ人やその他の移民、少数民族を前提条件なく消費者として受け入れた。」ロウアー・マンハッタンでは、ユダヤ人移民は他のユダヤ人に対して食堂を、イタリア人移民は他のイタリア人移民に対して、ドイツ人移民は他のドイツ人に対してといったように、同民族に対してのみ商売を行っていた。中国人は自分の民族料理よりも他の民族料理を食べたいと考えるユダヤ人やイタリア人移民を歓迎した。

### 国際的な生活スタイルへの挑戦
中華料理店の中国人移民が歓迎してくれることにユダヤ人が安心感を覚えている一方で、 彼らは食事とは直接関係のない理由からレストランへと足を運ぶこととなった。ユダヤ人移民やその子供たちがアメリカで出会ったあらゆる人々、食事の中で中国人と中華料理は最も自分たちとかけ離れた、最も「ユダヤ的でない」ものであった。しかし、これはユダヤ人にとっては異国情緒が漂う料理として映る事となり、より惹きつけることとなった。ユダヤ人の大多数は「中華料理店で食事をすることを、かつてユダヤ人の間で見られた排他的で傲慢なユダヤ文化の偏狭主義を正すための解毒剤として見ている。TuchmanとLevineが話した人々の多くが、「ユダヤ的でない」場所で食事をすることは彼らが「いくらか洗練された、都会のニューヨーカーである」ことができることを示していると感じていた。レストランと見慣れない壁紙、奇抜な装飾、箸、食事名さえもが興味深く独特であるように感じられた。東ヨーロッパ出身から移住してきたユダヤ人が彼らのアイデンティティを世界市民という理想に求めた後、ニューヨークで生まれ育った第二、第三世代のユダヤ人は洗練を有することこそが自分たちを他者よりも上に立たせるものであると感じた。

### カシュルート：ルールを曲げる
「カーシェール食から許容可能な非カーシェール食への移行が中華料理によって容易になる。」 これは「食物に関するユダヤ人のこだわりの少なくとも一部はカシュルートに根ざしたものであり、複雑な食事規定がモーセ五書に成文化されている」 ことを考えると興味深い発想である。在米第一世代のユダヤ人はカシュルートを実践したが、「第二、第三世代のユダヤ人はカシュルートを非現実的で時代錯誤なものとして拒否し、食の民族革命を起こした。」中華料理は、料理が特にカーシェールでないと思えるときも、そのような事実を見て見ぬ振りができる外見をしている。「豚肉、エビ、ロブスター、その他のタブー食物は原形を留めない細切れやミンチにされて、正体がわからなくなる。」たとえば、豚肉をワンタンに包んで見えなくしてしまえば、ユダヤ風のクレプラハによく似ている。中国の古文書には、料理は「ko p’eng」（割烹）、すなわち切って調理することと記述されており、これによって食材が判別できなくなるため、中華料理は「safe treyf」（カシュルート）となる。
中華料理は「殊の外ユダヤ人の味覚によくあった、というのも、アメリカで提供されている他のどんな料理とも異なり、伝統的な中国料理では乳製品を用いることはない。」この小さな抜け道と自分たちがカシュルートの規則を破っていないと信じこませる手法は若者世代の間で流行した。中華料理を食べることでカシュルートの規則を破ることは若者が自分たちの独立性を力強く主張することにつながり、ひいては「コスモポリタン精神」へとつながった。

### 中華料理、ユダヤ人、クリスマス: ステレオタイプを超えて
クリスマスにユダヤ人が中華料理を食べに行くというステレオタイプにはきっかけがある。1935年、ニューヨーク・タイムズはEng Shee Chuck なるレストランオーナーがクリスマスに炒麺をニューアークのユダヤ人の子供たちの家に配達したと報じた。この記事はユダヤ人とクリスマスの中華料理を結びつけるステレオタイプの初期の報道の一つと考えられる。
ユダヤ人と中華料理の関係は、このようなステレオタイプ的関係よりも、間違いなく奥が深い。「中華料理を食べることは、アメリカ型ユダヤ主義にとって重要なシンボルとなった…ユダヤ人は、中華料理を食べるという行為に、ユダヤの伝統的な文化価値を表現する現代的方法を見出したのだ。中華料理を食することは、今では移民、教育、家族、コミュニティ、継続性を称える儀式的行事である。中華料理はユダヤ文化の重要な構成要素と考えられており、米国ではさらにカーシェール中華料理（カーシェールの食事規定に則った中華料理）も広がりつつある。

## アメリカ合衆国内の中華料理チェーン店
- チャイナ・コースト（英語版）（China Coast） – 1995年に閉店。General Mills Corp.が保有し、アメリカ全土に52の支店を構えていた。
- チャイニーズグルメエクスプレス（英語版）（Chinese Gourmet Express） - アメリカ全土に進出。
- リーアン・チン（英語版）（Leeann Chin） – ミネソタ州とウィスコンシン州に進出。かつてはGeneral Mills Corp.が保有していた。
- 満州鑊（英語版） (Manchu Wok) – グアム、韓国、日本の米軍基地とともに、アメリカやカナダでも全土に進出している
- パンダ・エクスプレス – アメリカ全土及びメキシコの一部地域[22]
- ペイウェイ・アジアンダイナー（英語版）（Pei Wei Asian Diner） – アメリカ全土に進出。P.F.チャングスの子会社
- P.F.チャングス – アメリカ全土に進出しており、カリフォルニア風中華料理を提供。
- ピックアップ・スティクス（英語版）（Pick Up Stix） – カリフォルニア、アリゾナ州、ネバダ州
- サンウ・レストラン（英語版）（三和、Sam Woo Restaurant） – カリフォルニア、ネバダ州
- The Great Wall – デラウェア州、ニュージャージー州、メリーランド州、バージニア州、ニューヨーク、ウェストバージニア州、サウスカロライナ州
- Stir Crazy Fresh Asian Grill イリノイ州、ミズーリ州、ウィスコンシン州、ミネソタ州、ニューヨーク、フロリダ州、インディアナ州、テキサス州、オハイオ州